# ある日、爆弾がおちてきて
『ある日、爆弾がおちてきて』（あるひ、ばくだんがおちてきて）は、古橋秀之による日本のライトノベル。イラストは緋賀ゆかりが担当。電撃文庫（メディアワークス）にて2005年10月に刊行された。雑誌『電撃hp』に連載された短編6編に加えて1編の書き下ろしを加えた短編集。どの作品も「時間」をテーマにしたボーイ・ミーツ・ガールもののSFである。『このライトノベルがすごい！』作品部門では2007年版で9位を獲得している。
2017年4月にメディアワークス文庫（KADOKAWA）にて書き下ろし1編を加えた新装版（表紙イラスト：くろのくろ）が発売されている。
2013年『世にも奇妙な物語』でドラマ化された。

## 既刊一覧
- 古橋秀之（著）・緋賀ゆかり（イラスト） 『ある日、爆弾がおちてきて』 メディアワークス〈電撃文庫〉、2005年10月25日初版発行（10月11日発売[4]）、ISBN 978-4-8402-3182-4
- 古橋秀之（著）・くろのくろ（表紙イラスト） 『ある日、爆弾がおちてきて 【新装版】』 KADOKAWA〈メディアワークス文庫〉、2017年4月25日発売[5]、ISBN 978-4-0489-2886-1

## ドラマ
2013年にフジテレビ系列のテレビドラマ『世にも奇妙な物語 2013年 秋の特別編』で「ある日、爆弾がおちてきて」が実写ドラマ化。これは古橋にとって初の映像化である。なお登場人物の名前など、ドラマ化に際して一部変更されている。